# PGP-RTB
ПГП-РТБ/PGP-RTB (полное название на сербском: Продукција грамофонских плоча Радио-телевизије Београд) — прекратившая ныне своё существование одна из основных звукозаписывающих компаний и сеть музыкальных магазинов в бывшей Югославии. Компания была расположена в Белграде, тогдашней Социалистической Республике Сербии. Была создана как филиал музыкальной продукции национального радио и телевидения Белграда. Во время распада Югославии компания сменила название на ПГП-РТС (Продукција грамофонских плоча Радио-телевизије Србије).

## Из истории
ПГП-РТБ была создана в 1958 году. Контракт с фирмой имели много ведущих поп- и рок-исполнителей бывшей Югославии. Компания выпускала альбомы таких исполнителей как Радмила Караклаич, Рибля чорба, Бајага и инструктори, Октобар 1864, Дисциплина кичме, YU grupa, Джордж Балашевич первые пять альбомов группы Леб и сол и многих других югославских исполнителей. Как и Jugoton, для внутреннего рынка компания PGP-RTB лицензировала записи зарубежных рок и поп исполнителей, среди которых были: Joan Baez, Bee Gees, Bon Jovi, Gorky Park, Michael Jackson, James Brown, John Coltrane, Cream, Def Leppard, Dire Straits, Bryan Ferry, Jimi Hendrix, INXS, Joan Jett and The Blackhearts, Elton John, Kiss, The Moody Blues, Billy Ocean, The Platters, The Police, Rainbow, Siouxsie and The Banshees, Status Quo, Rod Stewart, Sting, The Style Council, Tangerine Dream, The Who, Bryan Adams, Борис Гребенщиков, The Cure, Genesis, Chris Norman, Soft Sell, Eric Clapton, Yello, Mireille Mathieu, Nazareth, Metalica, Paul Anka, ABBA, Louis Armstrong, Tears of Fears, Black, Black Sabbath, Jean Michel Jarre, Chris de Burg, Chuck Berry, Demiss Russos и другие.